# Francesca de Barcelona
Francesca de Barcelona (segle XIV - segle XIV) fou una guaridora catalana muller de Berenguer Satorra, mariner de Barcelona.

## Biografia
Joan I va concedir a Francesca, vídua de Berenguer Satorra, mariner de Barcelona, la llicència per exercir com a metgessa tot i no haver estat examinada. El document reconeixia a Francesca els anys dedicats a l'ofici d'obstetrícia, els anys administrant medicaments a dones embarassades, parteres, nadons, infants i altres dones i homes que requerissin els seus serveis. Francesca sabia preparar medicaments i remeis adients per a cada mal, tot i no haver cursat els estudis de medicina. Per tant, el rei es limitava a confirmar els molts anys de pràctica que aquesta dona havia professat com a llevadora i com a metgessa. La raó del seu saber radica en el fet que l'exercici de la medicina havia estat des de temps immemorials en mans de les dones i, per això, ella coneixia tan bé aquests sabers que li havien anat transmetent oralment des de petita, probablement la seva mare o la seva àvia.
Les Constitucions de Catalunya prohibien l'exercici de la medicina sense haver estudiat els anys prescrits i haver superat l'examen pertinent. Les dones no tenien accés als estudis generals, de manera que els estava totalment prohibit per llei exercir com a metgesses. És durant el segle XIV que es produeix aquesta reglamentació de la pràctica de la medicina, raó per la qual només aquelles dones que tinguessin un permís o una llicència podien exercir dins l'esfera de la pràctica legal. Francesca Satorra fou segurament de les poques dones que aconseguí aquest permís. La immensa majoria de dones continuà assistint dones i homes en les seves malalties, però al marge de la llei.